# Мултри, Уильям
Уильям Мултри (англ. William Moultrie, /ˈmuːltriː/; 1730, Чарлстон — 1805, там же) — американский плантатор, военный и политик, генерал Континентальной армии во время Войны за независимость США. Будучи полковником возглавлял ополчение штата и в 1776 году он воспрепятствовал англичанам взять город Чарлстон в Южной Каролине. Служил губернатором и вице-губернатором Южной Каролины. В его честь был назван Форт-Мултри.